# 3537 Jürgen
3537 Jürgen eller 1982 VT är en asteroid i huvudbältet som upptäcktes den 15 november 1982 av den amerikanske astronomen Edward L.G. Bowell vid Anderson Mesa Station. Den är uppkallad efter Jürgen Rahe.
Asteroiden har en diameter på ungefär 8 kilometer och den tillhör asteroidgruppen Maria.